# Caribische gulden
De Caribische gulden (Papiaments: florin karibense) is de munteenheid van Curaçao en Sint Maarten sinds 1 april 2025.
Door de ontbinding van de Nederlandse Antillen per 10 oktober 2010 moest er voor Curaçao, Sint Maarten, Bonaire, Sint Eustatius en Saba een nieuwe munteenheid komen. De drie laatstgenoemde, die samen de BES-eilanden worden genoemd, hebben besloten om over te gaan op de Amerikaanse dollar. Curaçao en Sint Maarten vormen samen een monetaire unie onder een gemeenschappelijke bank, de Centrale Bank van Curaçao en Sint Maarten (CBCS). Binnen die unie zal in de toekomst betaald gaan worden met de nieuwe munteenheid ‘Caribische gulden’. De invoering had aanvankelijk al vertraging opgelopen waardoor de nieuwe munteenheid niet direct bij opheffing van de Nederlandse Antillen kon worden ingevoerd, maar pas op 1 januari 2012. In september 2011 verklaarde gouverneur Eugene Holiday evenwel dat de organisatie van de Centrale Bank van Curaçao en Sint Maarten ernstige vertraging had opgelopen en dat de Caribische gulden dientengevolge in 2012 nog niet ingevoerd kan worden. In september 2022 kondigde de CBCS aan dat de Caribische gulden in 2024 geïntroduceerd moet zijn.
De gehanteerde munten zijn: 5 gulden, 1 gulden, 50 cent, 25 cent, 10 cent, 5 cent en 1 cent. De munten zijn lichtjes verschillend voor Curaçao en Sint Maarten, met opdruk 'Curaçao' of 'Sint-Maarten'.
- 1 cent, 5 cent, 10, cent, 25 cent, 50 cent: voorzijde: oranjebloesem met opschrift 'Curaçao' of 'Sint-Maarten', keerzijde: schelpen, waarde en jaartal
- 1 gulden en 5 gulden: voorzijde: Curaçao: kaart van Curaçao / Sint-Maarten: wapenschild, keerzijde: koning Willem-Alexander

De bankbiljetten worden 200 gulden, 100 gulden, 50 gulden, 20 gulden en 10 gulden. De nieuwe gezamenlijke Centrale Bank van de twee (ei)landen zal volgens afspraak het ontwerp en de opdruk van de bankbiljetten, de gewichten, afmetingen en de hoeveelheid bepalen. De officiële pariteit van de Caribische gulden is 1,790 per Amerikaanse dollar, gelijk aan de voormalige Antilliaanse gulden. De wisselkoers voor de Caribische gulden naar euro staat derhalve niet vast.